# Martin Suter
Martin Suter (n. 29 februarie 1948, Zürich) este un scriitor elvețian.

## Opere

### Romane
- Small World. Roman. Diogenes, Zürich 1997, ISBN 3-257-06146-3
- Die dunkle Seite des Mondes. Roman. Diogenes, Zürich 2000, ISBN 3-257-06231-1
- Ein perfekter Freund. Roman. Diogenes, Zürich 2002, ISBN 3-257-06306-7
- Lila, Lila. Roman. Diogenes, Zürich 2004, ISBN 3-257-06386-5
- Der Teufel von Mailand. Roman. Diogenes, Zürich 2006, ISBN 3-257-06534-5
- Der letzte Weynfeldt. Roman. Diogenes, Zürich 2008, ISBN 978-3-257-06630-2
- Der Koch. Roman. Diogenes, Zürich 2010, ISBN 978-3-257-06739-2
- Allmen und die Libellen. Roman. Diogenes, Zürich 2011, ISBN 978-3-257-06777-4
- Allmen und der rosa Diamant. Roman. Diogenes, Zürich 2011, ISBN 978-3-257-06799-6
- Die Zeit, die Zeit. Roman. Diogenes, Zürich 2012, ISBN 978-3-257-06830-6.
- Allmen und die Dahlien. Roman. Diogenes, Zürich 2013, ISBN 978-3-257-06860-3.
- Allmen und die verschwundene María. Roman. Diogenes, Zürich 2014, ISBN 978-3-257-06887-0.
- Alles im Griff: Eine Business Soap. Diogenes, Zürich 2014, ISBN 978-3-257-30028-4.
- Montecristo, Thriller, Diogenes, Zürich 2015, ISBN 978-3-257-06920-4[3].
- Elefant. Roman. Diogenes, Zürich 2017, ISBN 978-3-257-06970-9.[4]
- Einer von euch. Bastian Schweinsteiger. Roman. Diogenes, Zürich 2022, ISBN 978-3-257-61207-3.
- Melody. Roman. Diogenes, Zürich 2023, ISBN 978-3-257-07234-1.

### «Business Class»
- Business Class. Manager in der Westentasche. Kolumnen. Weltwoche-ABC, Zürich 1994, ISBN 3-85504-153-9.
- Business Class. Mehr Manager in der Westentasche. Kolumnen. Weltwoche-ABC, Zürich 1995, ISBN 3-85504-159-8.
- Business Class. Noch mehr Manager in der Westentasche. Kolumnen. Weltwoche-ABC, Zürich 1998, ISBN 3-85504-170-9.
- Business Class. Geschichten aus der Welt des Managements. Diogenes, Zürich 2000, ISBN 3-257-06257-5.
- Business Class. Neue Geschichten aus der Welt des Managements. Diogenes, Zürich 2002, ISBN 3-257-06329-6
- Huber spannt aus und andere Geschichten aus der Business Class. Diogenes, Zürich 2005, ISBN 3-257-06468-3
- Unter Freunden und andere Geschichten aus der Business Class. Diogenes, Zürich 2007, ISBN 978-3-257-06568-8
- Das Bonus-Geheimnis und andere Geschichten aus der Business Class. Diogenes, Zürich 2009, ISBN 978-3-257-06712-5
- Abschalten. Die Business Class macht Ferien. Diogenes, Zürich 2012, ISBN 978-3-257-30009-3.

#### «Richtig leben mit Geri Weibel»
- Richtig leben mit Geri Weibel. Diogenes, Zürich 2001, ISBN 3-257-23273-X.
- Richtig leben mit Geri Weibel. Neue Folge. Diogenes, Zürich 2002, ISBN 3-257-23302-7.
  - Zusammen als: Richtig leben mit Geri Weibel. Sämtliche Folgen. Diogenes, Zürich 2005, ISBN 3-257-23460-0.

### Piese de teatru
- 1982: Familie Chäller
- 1985: Sommersong
- 2005: Über den Dingen
- 2006: Mumien

### Scenarii
- 1986: Jenatsch[5]
- 1993: Zwischensaison[6]
- 1994: Tatort: Herrenboxer[7]
- 1994/95: Die Direktorin[8] (Fernsehserie)
- 1999: Beresina oder Die letzten Tage der Schweiz[9]
- 2009: Giulias Verschwinden.[10] Regia: Christoph Schaub, 8 august 2009 la Festivalul Internațional de Film de la Locarno
- 2011: Nachtlärm.[11] Regia: Christoph Schaub.

## Opere traduse în limba română
- Un prieten perfect. Humanitas, 2013, ISBN 978-973-689-554-8.
- Small World. Humanitas, 2012, ISBN 978-973-689-452-7.
- Diavolul din Milano. Humanitas, 2008, ISBN 978-973-689-250-9.

## Weblinks
- de Martin Suter în Catalogul Bibliotecii Naționale a Germaniei (Informații despre Martin Suter • PICA • Căutare pe site-ul Apper)
- Martin Suter im Metakatalog der Schweizer Hochschulbibliotheken und der Schweizerischen Nationalbibliothek Swissbib
- de Martin Suter în Perlentaucher
- Martin Suter la Internet Movie Database
- Nina Weissensteiner: Nichts für Kaltduscher. Interviu cu Suter, Datum, 1/2004.
- Ulrich Greiner: Martin Suter: platinblond, navyblau. Die Zeit, 5 ianuarie 2011, Nr. 2
- Hannes Nussbaumer: «Zürich soll sich nicht so ernst nehmen.» Arhivat în 1 iulie 2017, la Wayback Machine. Interviu: Tages-Anzeiger din 24 decembrie 2014